# Demba Camara
Aboubacar Demba Camara (Conakry, 7 novembre 1994) è un calciatore guineano, attaccante dell'Al-Dhaid.

## Carriera

### Club
Nella stagione 2014-2015 gioca nella Süper Lig con il Gaziantepspor.

### Nazionale
Ha esordito in nazionale nella gara valida per le Qualificazioni alla Coppa delle Nazioni Africane 2015 persa contro l'Uganda il 10 settembre 2014, entrando nei minuti finali al posto di Ibrahima Traoré.